# Berrenger's
Berrenger's è una soap opera statunitense in 11 puntate trasmesse per la prima volta nel corso di una sola stagione nel 1985.
È incentrata sulle vicende del personale di un centro commerciale di New York, il Berrenger's, di proprietà della famiglia Berrenger. Fu cancellata dopo 11 episodi durante la prima televisiva sulla NBC.

## Personaggi e interpreti
- Billy Berrenger (11 episodi, 1985), interpretato da Robin Strand.
- Paul Berrenger (11 episodi, 1985), interpretato da Ben Murphy.
- Simon Berrenger (11 episodi, 1985), interpretato da Sam Wanamaker.
- Shane Bradley (11 episodi, 1985), interpretata da Yvette Mimieux.
- Babs Berrenger (11 episodi, 1985), interpretata da Anita Morris.
- Stacey Russell (11 episodi, 1985), interpretata da Jonelle Allen.
- Laurel Hayes (11 episodi, 1985), interpretata da Laura Ashton.
- Melody Hughes (11 episodi, 1985), interpretata da Claudia Christian.
- John Higgins (11 episodi, 1985), interpretato da Jeff Conaway.
- Todd Hughes (11 episodi, 1985), interpretato da Art Hindle.
- Cammie Springer (11 episodi, 1985), interpretata da Leslie Hope.
- Nick Morrison (11 episodi, 1985), interpretato da Steve Kahan.
- Gloria Berrenger (11 episodi, 1985), interpretata da Andrea Marcovicci.
- Danny Krucek (11 episodi, 1985), interpretato da Jack Scalia.
- Connie Morales (11 episodi, 1985), interpretata da Connie Ramirez.
- Mami Morales (11 episodi, 1985), interpretato da Alma Beltran.
- Ana Morales (11 episodi, 1985), interpretata da Jeannie Linero.
- Max Kaufman (11 episodi, 1985), interpretato da Alan Feinstein.
- Mr. Allen (11 episodi, 1985), interpretato da Michael David Lally.
- Frank Chapman (11 episodi, 1985), interpretato da Richard Sanders.
- Allison Harris (11 episodi, 1985), interpretata da Donna Dixon.
- Julio Morales (11 episodi, 1985), interpretato da Eddie Velez.
- Frank Murphy (4 episodi, 1985), interpretato da Michael Hennessey.
- Ilene (4 episodi, 1985), interpretata da Neva Patterson.
- Dempsey (3 episodi, 1985), interpretato da David Blackwood.
- David Berrenger (3 episodi, 1985), interpretato da Justin Dana.
- Jacob Ludwig (3 episodi, 1985), interpretato da Jack Hogan.
- Rinaldi (3 episodi, 1985), interpretato da Cesar Romero.

## Produzione
Il serial fu ideato da Lynn Marie Latham e Bernard Lechowick.  Le musiche furono composte da Ron Grant.

### Registi
Tra i registi sono accreditati:
- Robert Becker in 2 episodi (1985)
- Linda Day in 2 episodi (1985)
- Nick Havinga in 2 episodi (1985)

### Sceneggiatori
Tra gli sceneggiatori sono accreditati:
- Lynn Marie Latham in 11 episodi (1985)
- Bernard Lechowick in 11 episodi (1985)
- Diana Gould in 2 episodi (1985)
- Scott Hamner in 2 episodi (1985)
- Robert Rabinowitz in 2 episodi (1985)

## Episodi
| Stagione       | Episodi | Prima TV Originale | Prima TV Italia |
| -------------- | ------- | ------------------ | --------------- |
| Prima stagione | 11      | 1985               |                 |

## Distribuzione
La serie fu trasmessa negli Stati Uniti dal 5 gennaio 1985 al 16 marzo 1985 sulla rete televisiva NBC. È stata distribuita anche in Spagna con il titolo Grandes almacenes.